# Gare de Kikonai
La gare de Kikonai (木古内駅, Kikonai-eki) est une gare ferroviaire de Kikonai, sur l'île de Hokkaidō au Japon. Cette gare est exploitée par les compagnies JR Hokkaido et South Hokkaido Railway, et est desservie par le Shinkansen ainsi que deux lignes classiques.

## Situation ferroviaire
La gare de Kikonai est située au point kilométrique (PK) 113,3 de la ligne Shinkansen Hokkaidō, au PK 87,8 de la ligne Kaikyō de la JR Hokkaido et au PK 37,8 de la ligne Dōnan Isaribi Tetsudō de la South Hokkaido Railway.

## Historique
La gare de Kikonai a été inaugurée le 25 octobre 1930. Depuis le 26 mars 2016, elle est desservie par la ligne Shinkansen Hokkaidō.

## Service des voyageurs

### Accueil
La gare dispose d'un bâtiment voyageurs, avec guichets, ouvert tous les jours.

### Desserte
| 4・5 | ■ Ligne Dōnan Isaribi Tetsudō | Hakodate                                  |
| 11   | Ligne Shinkansen Hokkaidō     | Shin-Aomori ・ Morioka ・ Sendai ・ Tokyo |
| 12   | Ligne Shinkansen Hokkaidō     | Shin-Hakodate-Hokuto                      |

Il n'y a plus de service voyageurs sur la ligne Kaikyō à partir de Kikonai.